# Summer Grand Prix di salto con gli sci 1994
Il Summer Grand Prix di salto con gli sci 1994 è stata la prima edizione della manifestazione organizzata dalla Federazione Internazionale Sci.
La stagione è iniziata il 3 agosto 1994 a Hinterzarten, in Germania, e si è conclusa il 5 settembre a Stams, in Austria. 
È stata disputata anche una competizione a squadre maschile su trampolino normale.

## Uomini

### Risultati
| Data        | Località     | Nazione  | Trampolino             | Spec. | Primo          | Secondo            | Terzo               |
| ----------- | ------------ | -------- | ---------------------- | ----- | -------------- | ------------------ | ------------------- |
| 28 agosto   | Hinterzarten | Germania | Rothaus-Schanze K90    | NH    | Takanobu Okabe | Nicolas Dessum     | Jens Weißflog       |
| 28 agosto   | Hinterzarten | Germania | Rothaus-Schanze K90    | TL NH | Giappone       | Finlandia          | Germania            |
| 1 settembre | Predazzo     | Italia   | Trampolino dal Ben K90 | NH    | Takanobu Okabe | Andreas Goldberger | Ari-Pekka Nikkola   |
| 5 settembre | Stams        | Austria  | Brunnentalschanze K105 | NH    | Takanobu Okabe | Roberto Cecon      | Ari-Pekka Nikkola L |

Legenda:

TL = gara a squadre

NH = trampolino normale

### Classifiche

#### Generale
| Pos. | Nome               | Nazione   | Punti |
| ---- | ------------------ | --------- | ----- |
| 1    | Takanobu Okabe     | Giappone  | 746.5 |
| 2    | Ari-Pekka Nikkola  | Finlandia | 693.9 |
| 3    | Andreas Goldberger | Austria   | 668.3 |
| 4    | Jiří Parma         | Rep. Ceca | 666.7 |
| 5    | Jens Weißflog      | Germania  | 656.6 |